# Киевский Фрёбелевский институт
Киевский Фрёбелевский институт — педагогическое высшее учебное заведение Российской империи в Киеве, существовало с марта 1907 года по 1920 год.
Институт действовал при киевском Фрёбелевском обществе. Назван по фамилии немецкого педагога, теоретика и практика дошкольного воспитания Ф. Фрёбеля. Размещался на ул. Большой Житомирской 34, впоследствии — на ул. Фундуклеевской (ныне Б. Хмельницкого) 51.

## История
Общество трудовой помощи для интеллигентных женщин 8 апреля 1907 года направило ходатайство к попечителю Киевского учебного округа об открытии при нем педагогического института. 16 апреля 1907 года было предоставлено разрешение, а 11 сентября 1907 года выдано свидетельство об открытии. Среди организаторов института не было единого мнения о принципах его работы. Одна часть считала, что необходимо слушательниц подготовить к трудоустройству педагогами, а другая — предоставить профессиональное образование на основе передовой педагогической науки. Двухлетний срок обучения не давал возможности получить полноценное высшее образование.
По предложению педагогического совета института группой профессоров Университета св. Владимира, педагогов и общественных деятелей Киева в 1908 году было создано Фрёбелевское общество содействия делу воспитания. Обществом было принято решение основать в Киеве Фрёбелевский педагогический институт с примерным детским садом и начальной школой, главной целью которого была бы «подготовка опытных воспитательниц и учительниц».
22 июня 1908 года был утвержден Устав института, а 26 октября состоялось праздничное его открытие. В 1908/1909 учебном году в институте обучалось 69 слушательниц (на I курсе — 31, на II — 38 человек). На второй курс были зачислены слушателей из института Киевского Общества трудовой помощи интеллигентным женщинам. В 1909/1910 учебном году в институте обучалось 162 человека, а 1910/1911 — 217 (из них 30 на третьем курсе). Количество слушателей с каждым годом постепенно увеличивалась. Однако в 1914/1915 учебном году количество слушательниц в институте уменьшилась до 160 человек, так как постановлением Киевского губернского правления института запретили предоставлять еврейкам право на проживание (большинство слушательниц в институте были иудейского вероисповедания).
Во время Первой мировой войны в 1915 году Фрёбелевского институт был эвакуирован в Саратов, где уже 2 ноября 1915 года он возобновил свою учебную деятельность в помещении Саратовского I-го реального училища.
В 1917 году новый Устав института сменил название на «Киевский педагогический институт при Фрёбеливском обществе». Этот устав предусматривал углубленного изучения учебных программ.
В 1920 году была проведена реорганизация высшего образования и Киевский педагогический институт при Фрёбеливском обществе (дошкольное и внешкольное отделы) был присоединен к дошкольному факультета Института народного образования.

## Инфраструктура
Для обеспечения учебного процесса и научных исследований при институте были основаны различные лаборатории и воспитательные учреждения. Так еще в 1907 году была создана педагогическая амбулатория. В течение 1908—1910 годов был открыт детский приют, народный детский сад, начальная смешанная школа, платные детский сад и смешанная школа, бесплатная школа для девочек православного вероисповедания (с пансионом), создана лаборатория экспериментальной психологии.
Впоследствии была организована библиотека для слушательниц института, основанный педагогический музей. В связи с началом военных действий в 1914 году был устроен очаг для детей военных, который был рассчитан на три возрастные группы: от 2 до 6 лет от 6 до 9 лет и от 10 до 14 лет.
В 1916—1920 годах — в структуре Фрёбелевского пединститута функционируют: народные школы, высшее начальное училище, украинский детский сад. Комплекс учебно-научных учреждений при Фрёбеливском институте расширяется в связи с открытием новых отделений. Среди новых учебно-вспомогательных учреждений — педагогическая лаборатория и амбулатория педагогической патологии, зал ручного труда, библиотеки (педагогическая, общественная, детская), вечерняя школа для взрослых, клуб для подростков. Происходит присоединение в институт педагогического музея (впоследствии переименованного в детский музей «Труда и творчества»).